# Bingen am Rhein
Bingen am Rhein, o Bingen, és una ciutat alemanya que pertany a l'estat de Renània-Palatinat. Està situada en la confluència dels rius Rin (Rhein) i Nahe a l'oest d'Alemanya a prop de la ciutat de Magúncia.
Bingen és un port actiu i un important encreuament ferroviari.
En temps dels romans Drus fortificà la ciutat (segle i aC).

## Fills il·lustres
- Adolf Geßner (1864-1919), compositor i organista.

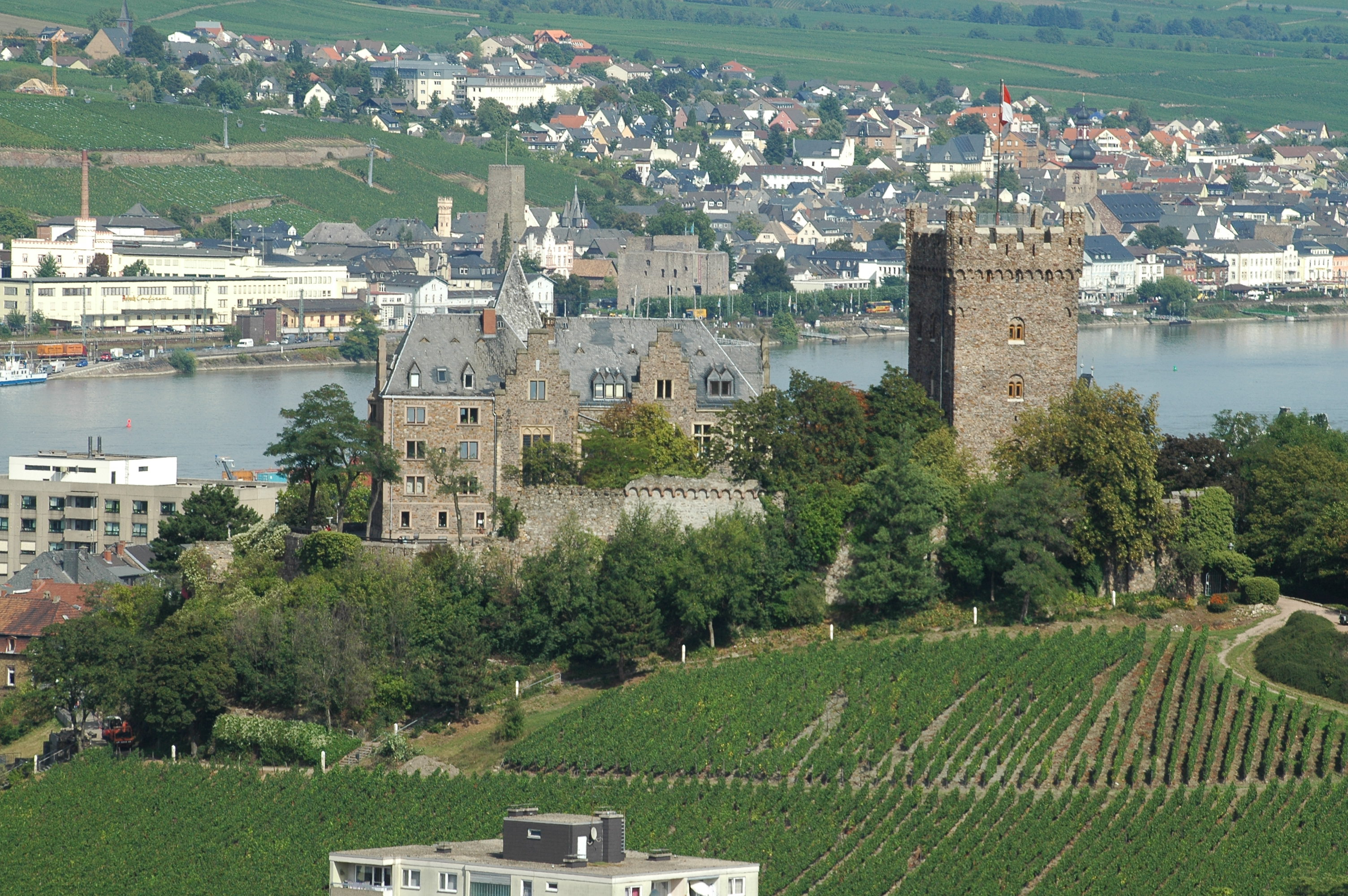
El burg (castell) Klopp, a Bingen am Rhein, és part del lloc Patrimoni de la Humanitat de l'alta vall del Rin Mitjà.